# Большой Папочка (BioShock)
Большой Папочка (англ. Big Daddy) — персонаж из серии игр BioShock. Большие Папочки — генетически мутированные и изменённые человеческие существа, созданные из кожи и органов людей и носящие тяжело бронированные водолазные скафандры. Они вооружены клепальными молотками, буром, гранатомётом. Большие Папочки Альфа-серии оснащены любым из нескольких других видов оружия. Хотя они издают низкие стонущие звуки, как киты, Большие Папочки не имеют актёра озвучивания.
Персонаж был создан компанией Irrational Games (ранее известной как 2K Boston/2K Австралия) и впервые появился в BioShock. Шестидюймовая фигурка Большого Папочки была включена в специальное издание игры. В продолжении, BioShock 2, игрок управляет прототипом Большого Папочки Дельтой.
Большие Папочки бродят по подводному антиутопичному городу Восторг и защищают Маленьких Сестричек, которые добывают из трупов вещество под названием «АДАМ». Взаимодействие игрока с Большими Папочками и Маленькими Сестричками было описано разработчиком Кеном Левином (англ. Ken Levine) как важный «корень» игры, в связи с необходимостью игроку «АДАМа» для того, чтобы набраться сил в игре.

## Концепция и дизайн

Несколько концептов Большого Папочки, которые были созданы во время разработки

Персонаж первоначально задуман как человек, заключённый в водолазный костюм, чтобы он был «неповоротливым подводным защитником, настолько стойким, что даже выстрел из дробовика не смог бы сбить его с ног». В то время как концепция осталась прежней — огромный монстр, который защищал «собирателей» — Маленьких Сестричек. Многие детали были рассмотрены на их мобильность и скорость, среди предполагаемых вариантов Большой Папочка изображался, в том числе, в инвалидной коляске. В то время как отдельные виды конструкции развивались, сложные детали фактического водолазного костюма были разработаны по частям, используя концепцию, что броня будет построена из сломанных частей города Разработчик Кен Левин отметил, что постоянный контакт Большого Папочки и Маленьких Сестричек позволил команде исследовать персонажа в роли защитника и продемонстрировать его таким образом, чтобы показать дружбу этих героев игроку.
В BioShock показаны две версии Большого Папочки — Рози (англ. Rosie) и Громила (англ. Bouncer). Каждый из типов подразделяется на обычных и элитных Больших Папочек (которые сильнее обычных). Рози вооружены гвоздемётами, бросают в противника мины, реагирующие на движение. Первоначально её модели носят водолазный костюм с особым отверстием для просмотра через шлем, у них также отсутствует левое предплечье и кисти, впоследствии заменённые крючком, который поддерживается кабелями, подключёнными к предплечьям. Позже дизайнеры восстановили руку, добавив гвоздемёт, тяжёлые кислородные баллоны, установленные на обоих плечах, и щупальца кальмаров, которые простираются из-за спины. Завершённый дизайн остался таким же, однако щупальца были удалены; чуть позже разработчики также сократили количество кислородных баллонов до одного. Гвоздемёт Рози был создан с намерением сделать его «более конкретизированным и угрожающим».
Модель Громилы заключена в более тяжёлый водолазный костюм, чем аналогичный костюм Рози, и носит более тяжёлый бронированный шлем, в котором намного меньше отверстий для просмотра. Были рассмотрены идеи о его вооружении, состоящем из вращающегося по типу вентилятора лезвия. Позже их заменили на шлифовальные аппараты, размещённые на каждой руке; также был добавлен ещё один кислородный баллон. Вооружение было изменено в окончательной версии дизайна: на правой руке находятся огромное бурильное сверло и двигатель с выхлопной трубой, расположенный под правым плечом.
Третья модель, получившая название «Slow Pro FUM», была вырезана из игры. Эта версия была задумана как медленный и неуклюжий персонаж, который стреляет тяжёлыми снарядами с помощью большой пушки, прикреплённой к руке. Несмотря на то, что он был предназначен для дальних атак, разработчики отметили, что его атаки в ближнем бою были столь же мощными. В интервью GameTrailers дизайнеры BioShock Билл Гарднер и Хогарт Де Ла Плант рассказали, что он был вырезан из игры на поздних стадиях разработки. Однако он всё же появился в BioShock 2, но с другим именем — Грохотящий,(англ. Rumbler), и был немного изменён (добавлена способность стрелять ракетами и ставить мини-башенки вокруг местности).
В BioShock 2 игрок управляет Объектом Дельта, первым Большим Папочкой, который был в паре с Маленькой Сестричкой долгое время, и поэтому она была ему очень дорога. Разработчики хотели, чтобы он имел грубый внешний вид и выглядел незавершённым, но также чтобы у него были элементы более поздних моделей. В результате концепт был несколько раз пересмотрен, объединяя части моделей Рози и Громилы, прежде чем разработчики остановились на дизайне, больше похожем на Рози, но сохранившем тяжёлый бур Громилы. В загружаемом контенте Protector Trials игрок играет за неизвестного Большого Папочку Альфа-серии, а в контенте Minerva’s Den предстоит играть за Объекта Сигму.
В последний раз они появляются в загружаемом контенте BioShock Infinite: Burial at Sea. Однако в этой игре появляется только один тип Больших папочек, но самый распространенный - Рози. Если в первой части его нужно было убить, то во второй он является неубиваемым. Также в игре показывается как установилась крепкая связь между Большим папочкой и маленькой сестричкой.
В загружаемом контенте Minerva’s Den для BioShock 2 появляется новый Большой Папочка под названием Лансер (англ. Lancer). Это единственный тип Большого Папочки, показанный в Minerva’s Den. Он оснащён новым оружием — ионным лазером, а также вспышкой, ослепляющая игрока. В BioShock: Infinite Большой Папочка появляется лишь в конце игры, в коридоре Восторга.

## В видеоиграх
Представленная катсцена в ранней стадии игры, Большие Папочки сопровождают Маленьких Сестричек — маленьких девочек, собирающих вещество «АДАМ» из трупов. Девочки, в свою очередь, взаимодействуют с Большими Папочками, называя их «Мистер Бабблс» или «Мистер Би», когда они говорят с ними или поют им и когда оплакивают их, если они умирают. Для того, чтобы получить более высокий уровень возможностей, игрок должен убить Большого Папочку и восстановить «АДАМ» из Маленьких Сестричек.
Если во время заголовка BioShock не нажимать кнопок, будет показан видеоролик, который наглядно показывает насильственный характер Большого Папочки и города Восторга: мутант тянет Маленькую Сестричку из вентиляционного выхода, с помощью гаечного ключа для того, чтобы убить её и забрать у неё «АДАМ». Большой Папочка спасает её; дальше следует ближний бой, во время которого он просверливает сварочную руку мутанта; когда мутант поднимает её, он вводит в себя рой насекомых плазмидов, и нападает на Большого Папочку с роем красных шершней. Мутант затем находит дробовик и стреляет в шлем Большого Папочки, после чего он падает с балкона, где лежит неподвижно на полу. Мутант смотрит вниз, и внезапно сверло вонзается ему в спину и появляется из его живота, непосредственно в поле его зрения. Второй Большой Папочка затем пытается снять его со сверла, в результате чего мутант кричит в агонии от боли. Затем Большой Папочка удаляет дрель, мутант сваливается, и потом он ударяет мутанта дрелью в лицо. Сцена темнеет, а затем переносится к Маленькой Сестричке, которая плачет на полу, пока Большой Папочка подходит к ней. Кровь капает с его сверла на пол; он протягивает огромную руку, и берёт маленькую ручку Сестрички, и они уходят; на этом ролик заканчивается.
Вне защиты Маленьких Сестричек они редко взаимодействуют с чем-либо ещё. Они не способны разговаривать и могут общаться только с помощью звуков. Если Большой Папочка не сопровождает Маленькую Сестричку и ему попадается персонаж, он не будет его атаковать. Это также касается других персонажей, таких как враги-мутанты. Однако, если игрок или противник подходит слишком близко к Маленькой Сестричке, Большой Папочка возьмёт на себя агрессивную позицию в попытке отпугнуть нарушителя. Если Большой Папочка или Маленькая Сестричка подвергается нападению (намеренно или случайно), Большой Папочка примет ответные меры против злоумышленника, пока он или злоумышленник не умрёт. Большие Папочки могут быть загипнотизированы в защиту игрока, благодаря плазмиду «Hypnotize Big Daddy» («Гипноз для Большого Папочки»). Фары на шлеме указывают на его настроение: жёлтый указывает, что Большой Папочка равнодушен к присутствию игрока, красный означает ярость по отношению к игроку, а зелёный указывает, что он загипнотизирован и дружественнен к игроку. Но до той поры, пока действие плазмида не кончится или Большого Папочку не ранит игрок.
Большой Папочка (в игре появляется модель Громила (англ. Bouncer), а модель Рози (англ. Rosie) доступна как отдельный костюм) появляется как играбельный персонаж в файтинге, кроссовере PlayStation All-Stars Battle Royale.

## Товары
Чтобы повысить популярность BioShock, 2K Games выпустила неподвижную фигурку Большого Папочки, которая входила в состав специального издания игры. Поскольку многие фигурки Большого Папочки оказались повреждёнными, 2K Games объявили в ноябре 2007 года, что заменили статуэтки на Art Book с арт-дизайном к игре.

## Восприятие
Pittsburgh Tribune-Review описал Большого Папочку как человекоподобного грузового поезда, ставшего монстром, отметив его моральную дилемму, бороться с ним или нет. PC Gamer назвал его «странным и невообразимо выглядящим» и добавил: «Я никогда не видел в игре ничего, что выглядело бы так же злобно, как Большой Папочка, когда его спровоцировали». 1UP.com назвал его «душой BioShock» и его «моральным центром», добавив, что «он не выбирает бороться ли с вами; вы должны принять решение убить ли его… Вы можете бояться его, но у вас нет причин ненавидеть Большого Папочку. Когда он защищал Маленькую Сестричку от стаи мутантов, трудно не взяться за гвоздемёт. И когда он наклоняется на одно колено, чтобы позволить ей отступить к безопасному укрытию в отверстию в стене, это очень трогательный момент».
IGN описал Большого Папочку как одного из своих любимых игровых монстров, а в другой статье заявил: «Немногие враги внушают такое сочетание удивления и ужаса на геймеров, как Большой Папочка». В статье обсуждается персонаж с точки зрения одноимённого фильма: редакторы Фил Пиррелло и Кристофер Монфетт поставили высокую оценку в обзоре IGN и заявили: «Нет персонажа, который только-только появился, а уже получил статус культового так быстро, как это сделал наш герой из BioShock… только так хорошо, как наш злодей. К счастью для создателей фильма, он может стать популярным благодаря Большому Папочке». Несмотря на похвалы, в более поздней статье критики удостоили его восьмого места в списке переоценённых видеоигровых персонажей. IGN объясняет это их ощущением, что когда игра стала прогрессировать, Большой Папочка стал менее внушительной угрозой и потерял «страшный образ».
В 2007 году персонаж (наряду с Мастером Чифом и Самус Аран) выиграл номинацию «Badasssss!». X-Play поместил его на третье место в их «Топ-10 величайших монстров видеоигр всех времён», охарактеризовав его как «монстра с быстротой молнии и убийственным упорством, в одежде, которая подразумевает, что его пытали погружением в ад». GameDaily поместили персонажа в «Топ 25 страшных монстров в видеоиграх», поместив его на третье место в их списке. В другой статье журналисты назвали его роль в качестве защитника Маленьких Сестричек величайшим дуэтом, и кроме того, назвали Большого Папочку лучшим противником не боссом, заявив, что «он один из плохих мамочек, с которыми мы не хотели бы столкнуться в подводном городе, или в любом другом месте». GamesRadar включили его в список «25 лучших новых персонажей десятилетия», описывая его как «страшным и грустным», «похожего одновременно и на прищельца, и на тревожного человека», «жестокого с незнакомыми людьми, в то время как с любовью и нежностью относиться к Маленьким Сестричкам». Журнал «Empire» включил персонажа в топ «50 великих персонажей видеоигр», удостоив его 36 места; в описании героя рецензент назвал его «красивым и ужасающим, привлекательным и порой очень, очень страшным; Большие Папочки являются привлекательной смесью человека и машины, производящие сильное впечатление на любого геймера, который выдержал затонувшие залы Восторга». Журналисты австралийской газеты The Age поставили его в 2008 году на 24-е место в списке 50 лучших персонажей в играх для Xbox всех времён.